# 4459 Nusamaibashi
A 4459 Nusamaibashi (ideiglenes jelöléssel 1990 BP2) a Naprendszer kisbolygóövében található aszteroida. Matsuyama Masanori és Watanabe Kazuro fedezte fel 1990. január 30-án.